# يوسوكي كاواإي
يوسوكي كاواإي (باليابانية: 河井 陽介) (4 أغسطس 1989 في فوجيدا في اليابان – )؛ هو لاعب كرة قدم ياباني سابق كان يلعب كلاعب وسط.

## وصلات خارجية
- يوسوكي كاواإي على موقع رابطة كرة القدم اليابانية للمحترفين (اليابانية)
- يوسوكي كاواإي على موقع قاعدة بيانات كرة القدم.إي يو (الإنجليزية)
- يوسوكي كاواإي على موقع Soccerway.com (الإنجليزية)
- يوسوكي كاواإي على موقع عالم كرة القدم.نت (الإنجليزية)
- يوسوكي كاواإي على موقع كووورة